# Стил, Барбара
Барбара Стил (англ. Barbara Steele, род. 29 декабря 1937) — британская киноактриса и продюсер. Наибольшую известность получила как «королева крика» в итальянских фильмах ужасов 60-х годов. Прорывной для неё стала роль в фильме «Маска Сатаны» (1960) Марио Бавы, где Стил сыграла сразу две роли. Снималась в фильмах таких режиссёров, как Марио Бава, Роджер Корман, Рикардо Фреда, Федерико Феллини, Дэвид Кроненберг. С начала 80-х годов занимается продюсерской деятельностью, однако по сей день очень редко снимается в кино в небольших ролях.

## Биография

### Ранние годы
Барбара Стил родилась 29 декабря 1937 года в Беркенхеде, Мерсисайд, Великобритания. С самого детства Барбара интересовалась искусством и её начинания поддерживали бабушка с дедушкой, которые переделали свой старый сарай под театр для юной актрисы и её кузенов. Одной из первых исполненных ею ролей была роль Белоснежки в одноимённой постановке. Семья Барбары была довольно обеспеченная, благодаря этому она попала в престижную частную школу Саммерхилл. Время проведенное в этой школе Барбара вспоминала с большим энтузиазмом, утверждая, что там она научилась «справляться с жизнью на очень человеческом, а не материалистическом уровне». Образование в Саммерхилле было на высоком академическом уровне, но в то же время нестандартным. Акцент делался на поощрении индивидуальных интересов учеников: «идея заключалась в том, что бы помочь нам развить абсолютную свободу. Девушкам и мальчикам даже разрешалось спать друг с другом, если они того хотели», — вспоминала Стил. Хотя Барбара интересовалась театром и кино, главной целью для неё было стать художником. Её родители не воспринимали творческие интересы дочери всерьёз, скорее они считали, что это занятия для свободного времени. Параллельно занятиям в Саммерхилле Барбара Стил посещала Челсинский колледж искусств. После училась в Парижском университете. Расстроенная тем, что ей не удаётся добиться признания в рисовании, она обратилась к актёрскому мастерству, что бы отвлечься.

### Карьера в театре
Первое появление Барбары Стил в профессиональной постановке, было в комедии с Робертом Морли. У Барбары была сильная боязнь сцены, однажды во время представления она даже уронила чашку чая. Но Стил упорно работала и добилась успеха на сцене в пьесе «Колокол, книга и свеча» драматурга Джона Ван Друтена в театре Ситизен в Глазго. В один из вечеров на представлении был агент из Rank Organisation, который позвал Стил посетить кинопробы. Пробы прошли успешно и Стил подписала долгосрочный контракт с компанией.

### Карьера в кино

#### Первые роли
Благодаря контракту с Rank Organisation Барбара Стил получила свои первые роли в кино, это были эпизодические появления, часто без слов, а какие то сцены впоследствии и вовсе были вырезаны из фильмов. Подбор подобных ролей только огорчал Стил. Но внезапно Кэри Грант заявил, что хотел бы сняться в одном фильме с Барбарой Стил. Rank Organisation поняли, что на этом можно заработать и продали контракт на работу с актрисой голливудской студии Twentieth Century Fox. В новом контракте были жесткие условия, например ей пришло осветлить волосы (потому что блондинки были более популярны), запрещалось на публичный мероприятиях ходить на каблуках (на них она выглядела слишком высокой), одна из цитат Стил о том времени была: «Боже, это был такой ужасный период — Иисус!!!» Вероятно самой заметной из ролей того времени для нёё стала роль в фильме «Вверх и вниз по лестнице» (1959), где Стил большую часть своего экранного времени провела в коротеньком халате, пытаясь соблазнить главного героя, сыгранного Майклом Крэйгом. Её поведение в этом фильме отдавало «чем то хищным», и по слухам повлияло на Марио Баву при выборе актрисы на роль княжны Асы в фильме «Маска Сатаны» (1960). Во время начавшейся забастовки актёров Стил быстро уехала из Америки, как раз для съёмок в этом фильме.

#### 60-е годы и популярность

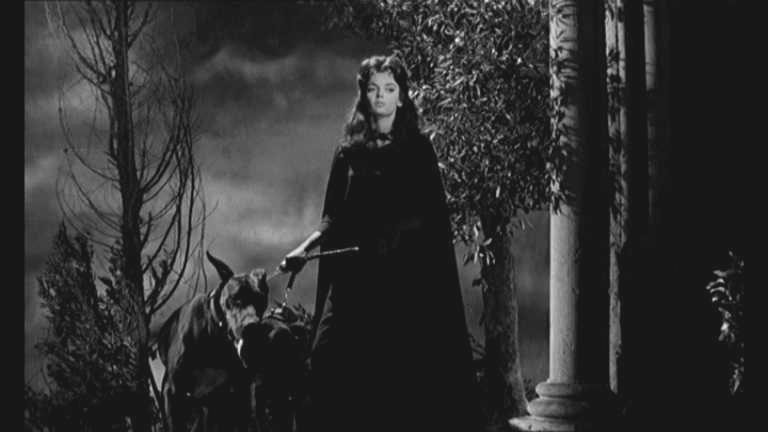
Кадр из фильма «Маска Сатаны»

В 1960 году Барбара Стил снялась в своей первой главной роли в фильме «Маска Сатаны». Фильм стал дебютной работой начинающего режиссёра Марио Бавы. Картина была встречена очень хорошо как критиками, так и зрителями. С прокатом фильма в других странах возникали проблемы, например цензоры не пускали фильм в прокат в Великобритании около семи лет, на том основании, что он является «садистским и отвратительным». В фильме Барбара исполнила роль княжны Асы, однако её голос для международного проката был дублирован другой актрисой. Следующим фильмом для Стил должен был стать вестерн с Элвисом Пресли в главной роли «Пылающая звезда» (1960), но из-за разногласий на съёмочной площадке актриса покинула проект, её заменила Барбара Иден. Продюсеры говорили, что у Стил был слишком ярко выраженный британский акцент, актриса же утверждала, что покинула проект сама.
После успеха «Маски Сатаны», по приглашению кинокомпании American International Pictures Стил приступила к съёмкам в фильме «Колодец и маятник» режиссёра Роджера Кормана. Хоть фильм и снимался на английском языке, голос Барбары был опять дублирован. Отзывы критиков о фильме не были однозначными, но зрителям он понравился, в частности многим запомнилась игра Барбары Стил и концовка фильма, в которой её героиню хоронят заживо.
Итальянский режиссёр Риккардо Фреда заинтересовался Стил после того как посмотрел несколько её ранних фильмов. Он пригласил актрису сняться в двух его фильмах «Призрак» (1963) и «Ужасная тайна доктора Хичкока» (1962), фильмы снимались без перерыва, друг за другом, на съемки каждого уходило примерно по 2 недели. Стил была рада сниматься в крупных ролях, но ей совсем не нравился образ «роковой женщины» который за ней закреплялся после этих фильмов, а ассоциации её имени с эротическими ужасами она называла «чёртовым бредом». Однажды она даже сказала: «Я больше никогда не хочу вылезать из очередного… гроба!»

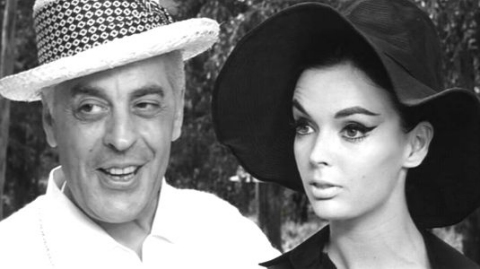
Кадр из фильма «Восемь с половиной»

Федерико Феллини был «очарован уникальными чертами Барбары», и когда он начал работу над своим полуавтобиографическим фильмом «Восемь с половиной», то предложил ей одну из ролей. Он спросил Стил, любит ли она кошек, на что актриса ответила утвердительно, и режиссёр тут же нанял её. К несчастью большая часть её роли была вырезана из фильма, включая сцену эротического танца в исполнении Барбары Стил, друзья режиссёра рассказали ему, что сам того не зная он этой сценой повторил аналогичную из фильма «Затмение» (1962). В результате роль Стил была сокращена до эпизодической.
В 1964 году выходит ещё один фильм ужасов со Стил в главной роли, «Замок крови» режиссёра Антонио Маргерити. По сюжету фильма Стил должна была сыграть любовную связь с Маргарет Робсам. В одной из сцен актрисы должны были поцеловаться, что очень не понравилось Робсам, по её словам «Это было ужасно!». Такое поведение актрисы разозлило режиссёра и он сказал: «Поверь в то, что ты целуешь Уго, а не Барбару», в итоге сцена была снята, но «я до сих пор не знаю, была ли она включена в финальную версию» говорила Робсам.

#### Переезд в США, уход из фильмов ужасов, продюсирование
В шестидесятых годах Барбара Стил старается сниматься в различных жанрах, например она снимается в приключенческой драме «Железный капитан» (1962), в комедийном триллере «Монокль криво усмехается» (1964) и в приключенческой комедии «Армия Бранкалеоне» (1966) режиссёра Марио Моничелли, но чаще всего Стил приглашали сниматься в фильмах ужасов. К концу десятилетия Стил старается всё меньше сниматься в хоррор-фильмах.
Вскоре Барбара переехала в США и там познакомилась со сценаристом Джеймсом По, за которого впоследствии вышла замуж. В 1969 году её муж специально для неё написал сценарий, ставший сюжетной основой фильма «Загнанных лошадей пристреливают, не так ли?», однако Барбара так и не сыграла в фильме, а предназначенную ей роль получила Сюзанна Йорк. Таким образом на экраны Стил возвратилась лишь в 1974 году, сыграв в фильме «Страсть за решёткой». В 1977 году Стил опять сотрудничала с Роджером Корманом и исполнила роль в его, основанном на реальной истории психически больной женщины, фильме «Я никогда не обещала вам розового сада». Стараясь меньше быть задействованной в хоррор-фильмах, Барбара сыграла небольшую роль в фильме «Прелестное дитя» 1978 года. В 1980 году Стил снялась в фильме «Немой крик», после которого на целых 10 лет прекратила свою актёрскую деятельность. Тем не менее Барбара не покидала кинематограф и занималась продюсированием фильмов, среди которых, помимо прочих, были телевизионный мини-сериал «Ветры войны» 1983 года и его сиквела 1988 года под названием «Война и память», за который она даже получила премию Эмми.

#### Возвращение на экраны
В 1991 году Барбара возобновляет актёрскую карьеру снявшись в сериале «Мрачные тени». В 1999 году она снялась в фильме «Заговор в Капитолии».

## Личная жизнь
В 1969 году Барбара Стил вышла замуж за американского писателя и сценариста Джеймса По, в августе 1971 году у них родился сын Джонатан Джексон По. После 9 лет брака они развелись в 1978 году, через два года По умер.

## Признание
Барбара Стил стала широко известна зрителю благодаря своему участию в итальянских фильмах ужасов, часто журналисты и критики называют её «королевой крика», а также «одной из первых женщин готических ужасов». Необычный выбор ролей сделал Стил «одной из первых готических королев поп-культуры, открыв дверь другим культовым киносиренам, таким как Ингрид Питт и Соледад Миранда».

## Избранная фильмография
| Год  |   | Русское название              | Оригинальное название               | Роль                                |
| ---- | - | ----------------------------- | ----------------------------------- | ----------------------------------- |
| 1959 | ф | Сапфир                        | Sapphire                            | студентка                           |
| 1960 | ф | Деньги или жена               | Your Money or Your Wife             | Джульет Фрост                       |
| 1960 | ф | Маска Сатаны                  | La maschera del demonio             | княжна Аса                          |
| 1961 | ф | Колодец и маятник             | The pit and the pendulum            | Элизабет Медина                     |
| 1962 | ф | Ужасная тайна доктора Хичкока | L'Orribile segreto del Dr. Hichcock | Синтия Хичкок                       |
| 1963 | ф | 8½                            | Otto e mezzo                        | Глория Морин                        |
| 1963 | ф | Часы любви                    | Le ore dell'amore                   | Лейла                               |
| 1963 | ф | Призрак доктора Хичкока       | Lo Spettro                          | Маргарет Хичкок                     |
| 1963 | ф | Сентиментальная попытка       | Un tentativo sentimentale           | Сильвия                             |
| 1964 | ф | Длинные волосы смерти         | I lunghi capelli della morte        | Элен Рошфор / Мэри                  |
| 1964 | ф | Маньяк                        | I maniaci                           | Барбара / сеньора Бруньоли          |
| 1964 | ф | Замок крови                   | Danza macabra                       | Элизабет Блэквуд                    |
| 1964 | ф | Белые голоса                  | Le voci bianche                     | Джулия                              |
| 1965 | ф | Деньги                        | I soldi                             |                                     |
| 1965 | ф | Пять могил для медиума        | 5 tombe per un medium               | Клео Хофф                           |
| 1965 | ф | Любовники из могилы           | Amanti d'oltretomba                 | Мариэл Арроусмит / Дженни Арроусмит |
| 1966 | ф | Армия Бранкалеоне             | L'armata Brancaleone                | Теодора                             |
| 1966 | ф | Озеро Сатаны                  | Il lago di Satana                   | Вероника                            |
| 1966 | ф | Молодой Тёрлесс               | Der junge Törless                   | Божена                              |
| 1966 | ф | Ангел для Сатаны              | Un angelo per Satana                | Харриет Монтебруно / Белинда        |
| 1968 | ф | Проклятие багрового алтаря    | Curse of the Crimson Altar          | Лавиня Морли                        |
| 1974 | ф | Страсть за решёткой           | Caged Heat                          | супериинтендант Маккуин             |
| 1975 | ф | Судороги                      | Cramps                              | Беттс                               |
| 1978 | ф | Прелестное дитя               | Pretty Baby                         | Жозефина                            |
| 1978 | ф | Пиранья                       | Piranha                             | доктор Менгерс                      |
| 1979 | ф | Немой крик                    | The Silent Scream                   | Виктория Энжелс                     |
| 2012 | ф | Комната бабочек               | The Butterfly Room                  | Энн                                 |
| 2014 | ф | Как поймать монстра           | Lost River                          | Беладонна                           |